# Cosmic Background Explorer

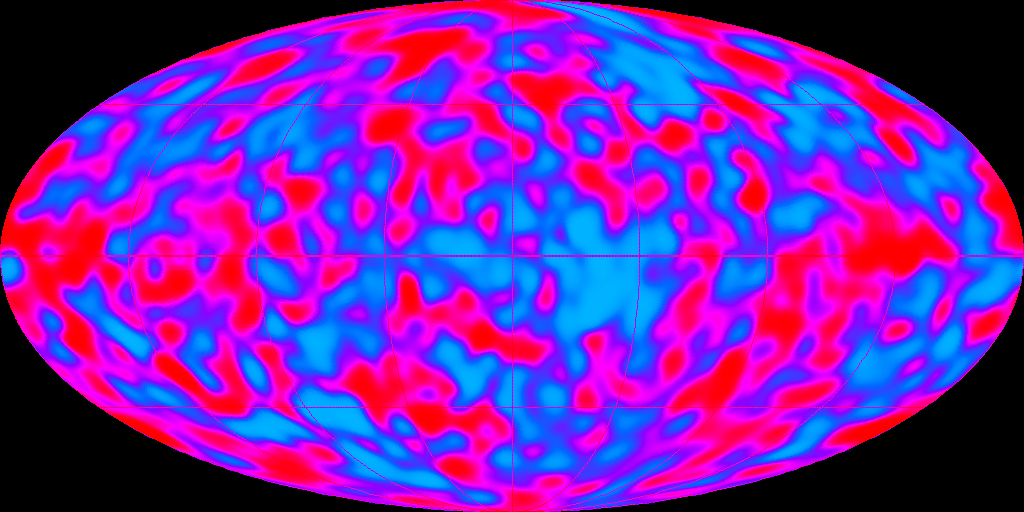
de Kosmische achtergrondstraling gemeten door COBE

COBE of COsmic Background Explorer (ook Explorer 66 genoemd) is een ruimtetelescoop van de NASA, die van 1989 tot 1993 waarnemingen deed van de kosmische achtergrondstraling. De satelliet bevindt zich nog steeds in een polaire baan om de aarde.

## Programma
COBE werd gelanceerd op 18 november 1989 met een Delta-5920 raket. Oorspronkelijk zou in 1988 COBE met de Space Shuttle Discovery (STS-82-B) in een omloopbaan gebracht worden vanaf Vandenberg Air Force Base. Maar na het ongeluk met de Challenger werd deze vlucht geschrapt. 
Op 1 september 1990 was de vloeibare helium verbruikt, waardoor het FIRAS instrument niet meer gekoeld kon worden. 
De missie werd beëindigd op 23 december 1993, waarna de satelliet gebruikt werd voor technologische experimenten. 

## Instrumenten
Differential Microwave Radiometer (DMR)
DMR is een radiometer die de straling bij 31,5, 53 en 90 GHz in twee richtingen vergelijkt. Doordat de satelliet roteert kan door vele van zulke metingen te vergelijken de verdeling van de achtergrondstraling over de hemel bestudeerd worden. Het oplossend vermogen van de antennes was 7 graden.
Far-InfraRed Absolute Spectrophotometer (FIRAS)
FIRAS is een spectrofotometer die straling bestudeerde in twee kanalen met een golflengte tussen 0,1 en 10 mm en een spectrale resolutie van 5%. Ook FIRAS had een oplossend vermogen van 7 graden. Om een betere gevoeligheid te bereiken werd FIRAS gekoeld tot een temperatuur van 1,5 kelvin door middel van vloeibaar helium.
Diffuse Infrared Background Experiment (DIRBE)
DIRBE heeft de infrarode achtergrondstraling gemeten in tien banden met golflengtes tussen 1,24 en 240 micrometer.

## Resultaten
Het voornaamste resultaat van de waarnemingen met COBE was een nauwkeurige kaart van de hele hemel van de kosmische achtergrondstraling gemaakt met DMR. Er werd gevonden dat de achtergrondstraling niet even sterk is in alle richtingen, maar verschillen vertoont van een deel op 100.000. Daarmee werd de oerknaltheorie ondersteund. Met FIRAS werd ontdekt dat het spectrum van de achtergrondstraling precies overeenkomt met het voorspelde spectrum, met een temperatuur van een zwarte straler van 2,725 +/- 0,002 K.
Ook werden metingen gedaan van het interstellaire en interplanetaire stof. In 2006 ontvingen George Smoot en John Mather voor de COBE metingen de Nobelprijs voor de Natuurkunde.
De WMAP ruimtesonde was van 2001 tot 2010 de opvolger van COBE, waarna van 2009 tot 2013 verdere metingen van de achtergrondstraling (met hogere resolutie) volgden met de ESA Planck ruimtetelescoop.